# Мінський єзуїтський колегіум
53°54′12″ пн. ш. 27°33′17″ сх. д. / 53.90344° пн. ш. 27.55463° сх. д.

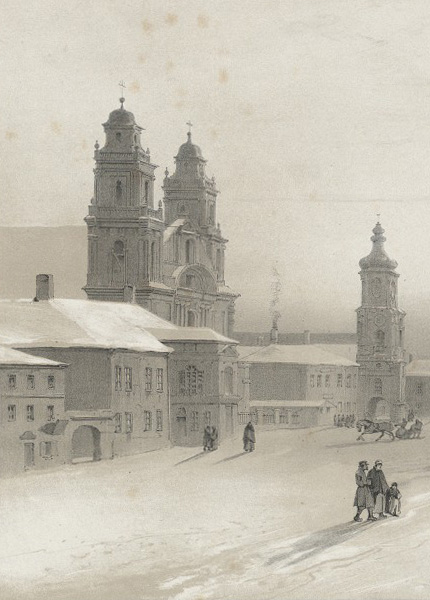
Колегіум єзуїтів на малюнку поч. XIX ст.

Мінський єзуїтський колегіум (біл. Менскі езуіцкі калегіюм) — архітектурний комплекс римсько-католицького навчального закладу в Мінську, що давав освіту на рівні гуманітарного університету.
Зведений в кін. XVII — 1-й половині XVIII ст. Більшу частину комплексу радянська влада знищила після Другої Світової війни, до нашого часу збереглися Храм Імені Пресвятої Діви Марії і значно перебудована єзуїтська школа (нині музичний коледж).
Займала майже всю чверть площі Високий ринок (зараз пл. Свободи), обмежена вулицями Койдановської (нині вул. Революційна), Зборової (вул. Інтернаціональна) та Феліціановської (вул. Комсомольська).

## Історія
Єзуїти оселилися в Мінську у 1654 році при фундації смоленського єпископа Ієроніма Сангушка, який придбав для їхньої резиденції кам'яну садибу з дерев'яною каплицею на розі вулиці Койданівської та площі Високий ринок. До 1686 р. громада єзуїтів у Мінську мала статус місії, потім — резиденції, а з 1714 р. — колегії.

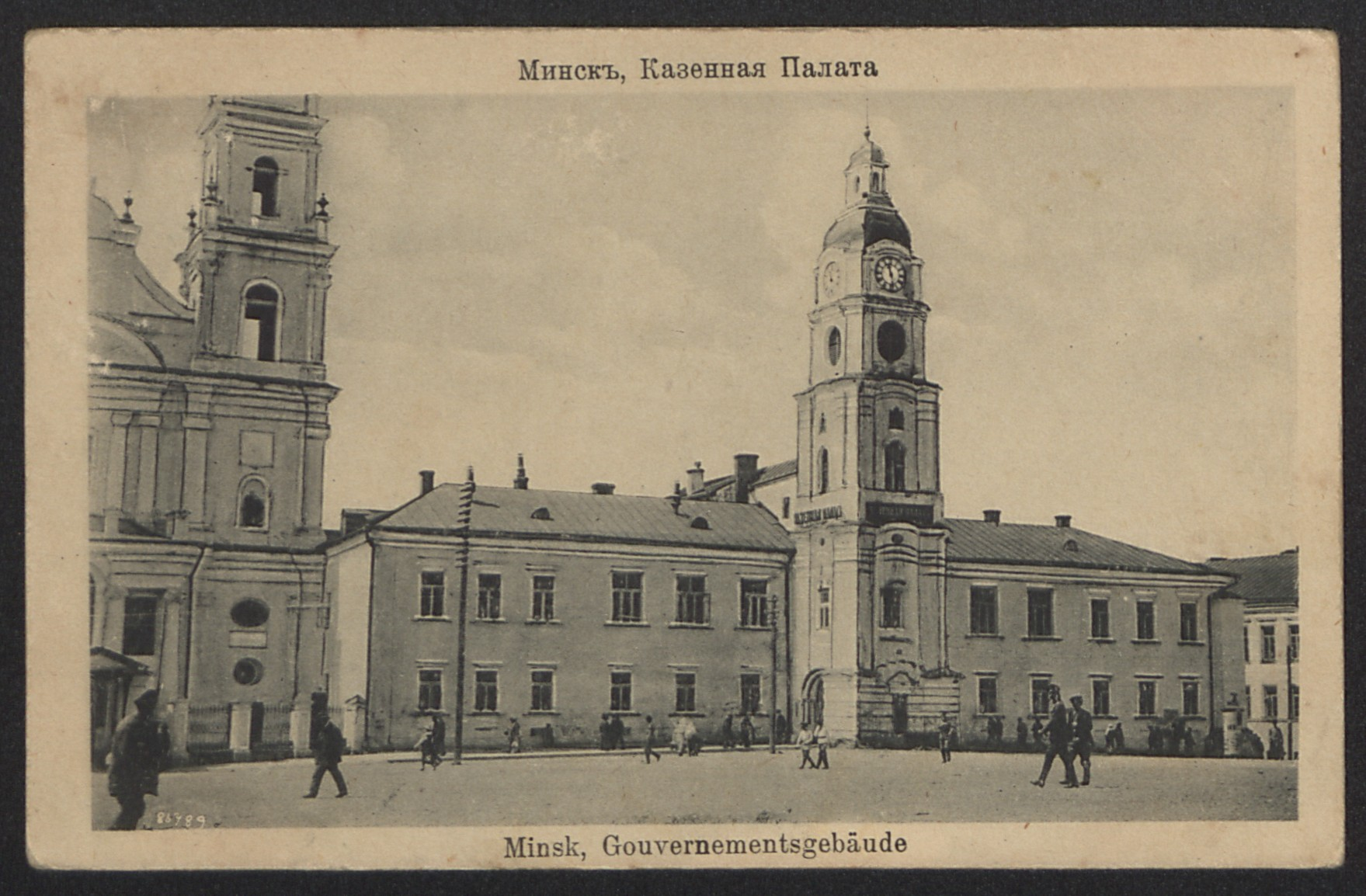
Колегія єзуїтів на листівці поч. XX століття

Житлові будинки до кінця XVII ст. поступово модернізувалися. У 1699 році з'явилась цегляна двоповерхова єзуїтська школа, а 24 квітня 1700 року в урочистій обстановці було освячено наріжний камінь нової мурованої церкви. 16 квітня 1710 року вільнюський єпископ Константин Казимир Бжостовський освятив церкву під титулом Ісуса, Діви Марії та св. Варвараи.
У 1723 розпочалася реконструкція будинку Гегера і зведення праворуч від церкви 2-поверхової цегляної будівлі колегіуму, в якій знаходилися кімнати професорів і магістрів. Пізніше з боку вулиці Койдановської додатково ще побудували три поверхове крило, де розмістилися трапезна, кухня та інші приміщення. Остаточний вигляд комплекс колегії набув у 1750 р., коли в центрі його фасаду було завершено будівництво високої три ярусної, перекритої бароковим куполом складеної форми вежі, в якій встановили годинник. У 1749 р. поруч із церквою з'явилася аптека з лабораторією, були споруджені господарські і допоміжні будівлі. У цей час в єзуїтському колегіумі викладали риторику, поезію, синтаксис, граматику, теологію, іврит, етику, математику, фізику, логіку, метафізику. Тут був шкільний театр та найкраща в місті бібліотека.

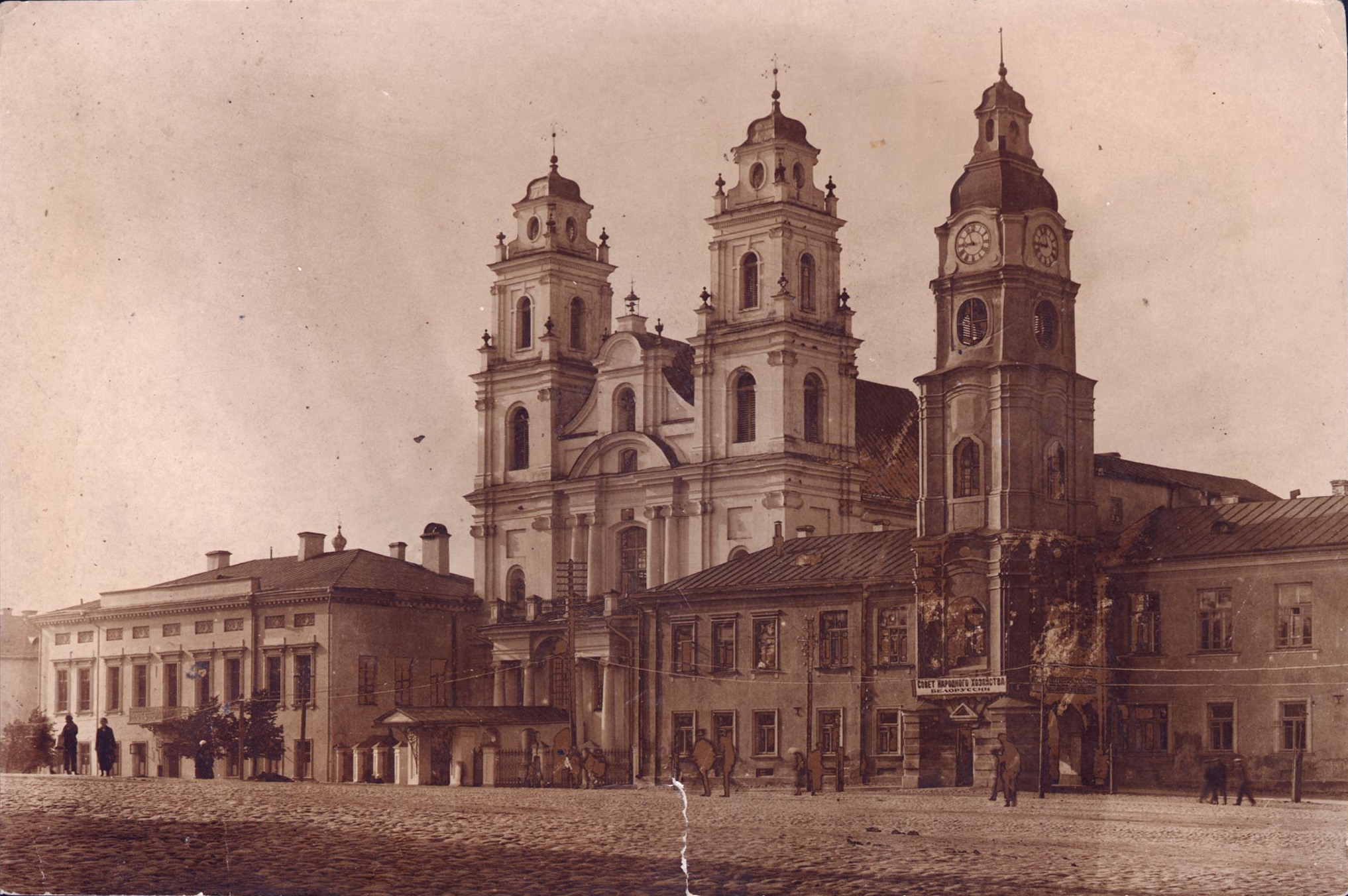
Кафедра і колегіум на фотографії міжвоєнного періоду

У 1770 році будівлю школи було реконструйовано — вхід до неї позначений квадратною в плані вежею з куполом.
У 1773 р . орден їзуїтів був скасований папською буллою, на базі колегіуму було створено 6-річну повітову світську школу, а церква перейшла у ранг парафіяльної і через п'ять років стала кафедральним костелем Мінської єпархії.
З 1799 року в колишній школі єзуїтів розміщувався Будинок губернатора, будівля була повністю перебудована у стилі класицизму. До 1820 р. колегіум був зайнятий Присутственими місцями, потім міською Думою, а з 1852 р. — Державною палатою. Вежа колегіума втратила свій купол і перетворилася на спостережну вежу пожежної охорони.
У 1951 р. вежі церкви були демонтовані, прикраси святині зняті, а церква була перебудована під спортивний комплекс товариства «Спартак». Будинок колегії і його вежа були зруйновані, а замість них збудували житловий будинок (площа Свободи, 11). Трохи пізніше, у 1968 році, була повністю перебудована єзуїтська школа.

## Ректори Мінського єзуїтського колегіуму
Ректорами Мінського єзуїтського колегіуму були :
- Войцех Демішевський (? — 16.10.1693)
- Казимир Юрага (? — ?)
- Ян Андрейкавич (ректор Полоцької та Мінських єзуїтських колегій, ? — ?)
- Кіпріан Куновський (? — 12.03.1700 — ?)
- Казимир Гнатовський (? — 1702 — ?)
- Антоній Бжостовський (? — 11.02.1708 — 21.05.1717 — ?)
- Якуб Валадкович (? — 1720 — 13.12.1721 — ?)
- Єжи Новосьєльський (? — 17.11.1725 — 10.11.1727 -?)
- Францкевич Радзімінський (? — 13.10.1727 — 29.12.1727 — ?)
- Йосиф Рудаміна (? — 1728 — 12.1729 — ?)
- Станіслав Валадкович (настоятель Мінська, вікарій білоруський, ? — 1731 р. — ?)
- Людвік Сакульський (? — 02.08.1733 — 06.10.1735 -?)
- Антоній Вайнілович (? — 1739—1740 — ?)
- Ян Валадкович (? — 1743 — 13.06.1745 — ?)
- Антоній Хандинський (? — 04.12.1748 — 29.07.1748 — ?)
- Франциск Огінський (? — 18.10.1751 — 07.08.1758 — ?)
- Станіслав Жаба (віце-регент Мінського єзуїтського колегіуму, ? — 07.08.1758 — ?)
- Казимир Гедройц (? — 18.03.1754 р. — ?)
- Єжи Віхерт (? — 1760 — ?)
- Рамуальд Вайнілович (? — 05.02.1760 — 17.06.1760 — ?)
- Адам Абрамович (? — 1767—1772 — ?)

Згідно з привілеєм від 11 березня 1773 р. після скасування закону єзуїтів у Мінську аптеку при колегії очолював Міхал Каріцький. 12 березня 1781 р. було складено його заповіт. На момент смерті Міхал Каріцький обійняв посаду ректором в усіх школах Мінська.

## Викладачі
- Адам Крупський (*1706-†1748) професор, священик Католицької Церкви, експерт права в законодавстві Великого Князівства Литовського, автор шкільного діалогу[2].